# Антибільшовицький блок народів

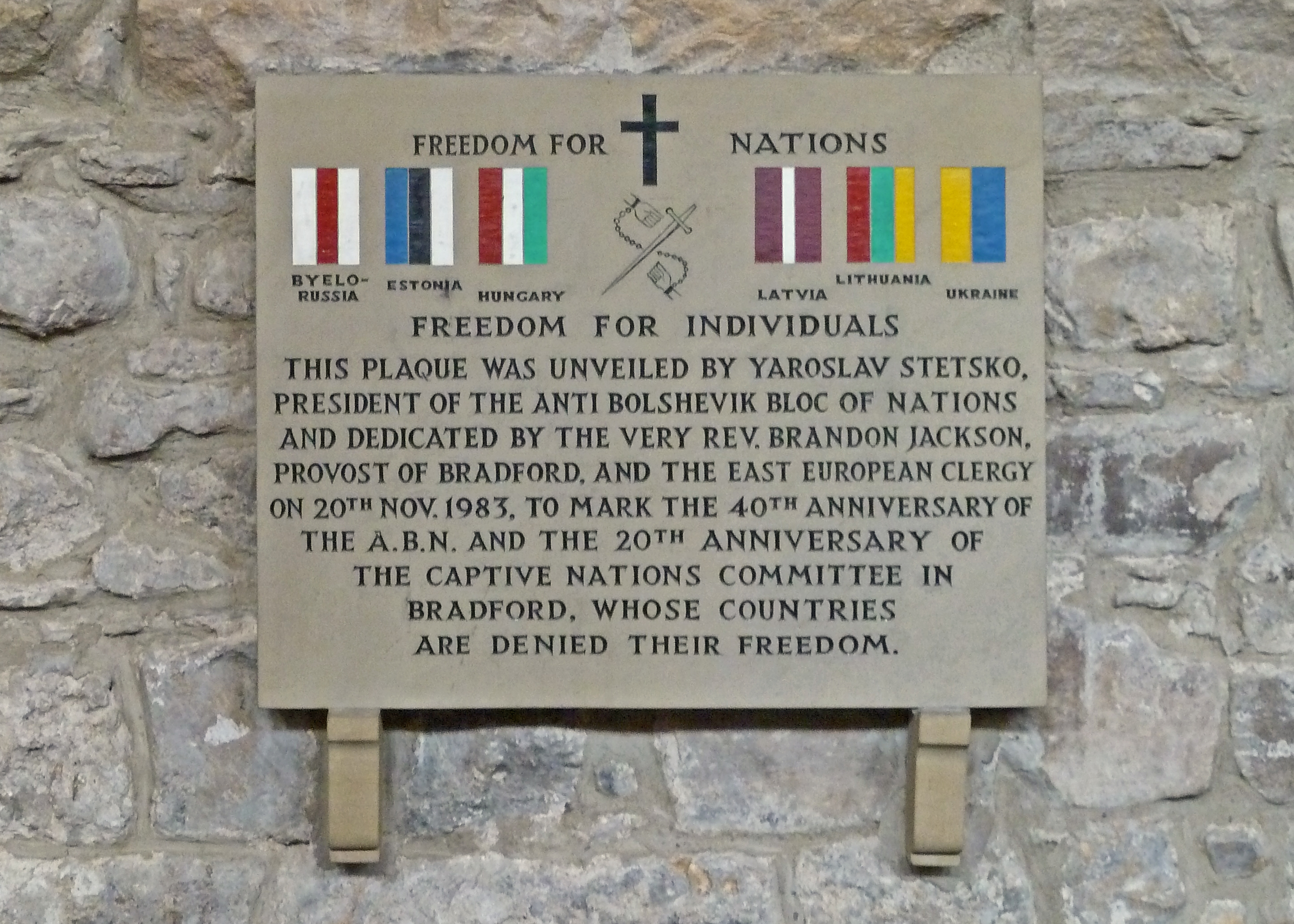
Плакету відкрив Ярослав Стецько, президент Антибільшовицького блоку народів у Бредфордському соборі в Західному Йоркширі.

Антибільшови́цький бльок наро́дів (АБН; англ. Anti-Bolshevik Bloc of Nations) — об'єднання політичних організацій різних народів для боротьби з більшовиками. Створений 21—22 листопада 1943 року з ініціативи Організації українських націоналістів революціонерів на таємній 1-й Конференції поневолених народів Східної Європи і Азії в с. Будераж. Був активною структурою та координаційним центром радикального антибільшовизму та співпраці поневолених народів в період холодної війни.

## Керівники
Першим Головою став Волошин Ростислав Павлович — член бюро Головного проводу ОУН
З 1946 до 1986 АБН очолював Ярослав Стецько
З 1986 до 2003 АБН очолювала Ярослава Стецько

## Передісторія та заснування
Організаційно-політична база АБН була закладена на таємній Конференція поневолених народів Східної Європи та Азії, проведеної 21-22 листопада 1943 року в селі Будераж на Рівненщині з ініціативи керівництва ОУН. Делегати, які представляли 13 народів СРСР — українці, білоруси, грузини, вірмени, татари, осетини, азербайджанці, узбеки, казахи, черкеси, кабардинці, чуваші, башкири (майже всі вони виступали під псевдонімами) — домовилися про спільну боротьбу проти двох імперій — СРСР та нацистської Німеччини. У прийнятій декларації йшлося:
Сталін і Гітлер, йдучи до своїх імперіалістичних цілей, топлять у крові цілі народи. Німецький імперіалізм, який порівняно легко отримав перші успіхи на всіх завойованих територіях, одразу застосував політику відкритого національного та соціального гніту. Цим налаштував проти себе багатомільйонні маси поневолених народів. З гніту гітлерівського злочинного імперіалізму цілі народи знову потраплять у лапи кривавого російсько-більшовицького імперіалізму: на зайнятих територіях знову починається масове знищення народів, що йде по лінії небаченого терору НКВС і мобілізації непідготовлених кадрів під ураганний вогонь німецьких військ. Але що жорстокіший терор сталінського НКВС, то більше зростає невдоволення поневолених російсько-більшовицьким імперіалізмом народів. Мета імперіалістичної гітлерівської Німеччини, наприклад, — захопити всю Європу та поширити свій вплив на Азію та Африку. Про це свідчать військові дії німецької армії та дипломатична гра німецької політики. Російський імперіалізм, прикриваючись поширенням комуністичних ідей, намагається захопити весь світ.

Бійці Червоної армії та дорогі наші брати в окопах! Своєю героїчною боротьбою Ви женете німецьких імперіалістів із рідної землі. Але Ви виконуєте лише половину роботи. За нашими плечима на народному горі жирує другий імперіалізм — сталінський. Він такий самий ворог народів, як і німецький імперіалізм. Він так само поневолює та експлуатує народи, як і німецький імперіалізм. Поверніть свою зброю проти нього і бийте так само нещадно, як зараз б'єте гітлерівську наволоч
Було ухвалено рішення заснувати «спільний Революційний комітет народів Східної Європи та Азії, який координуватиме всі національно-революційні сили цих народів, виробить єдину лінію боротьби із спільним ворогом, єдину тактику боротьби і у відповідний момент кине клич до одночасного повстання всіх поневолених народів».
У ряді випадків саме конференція в Будеражі листопада 1943 вважається подією заснування АБН.

## Склад організації

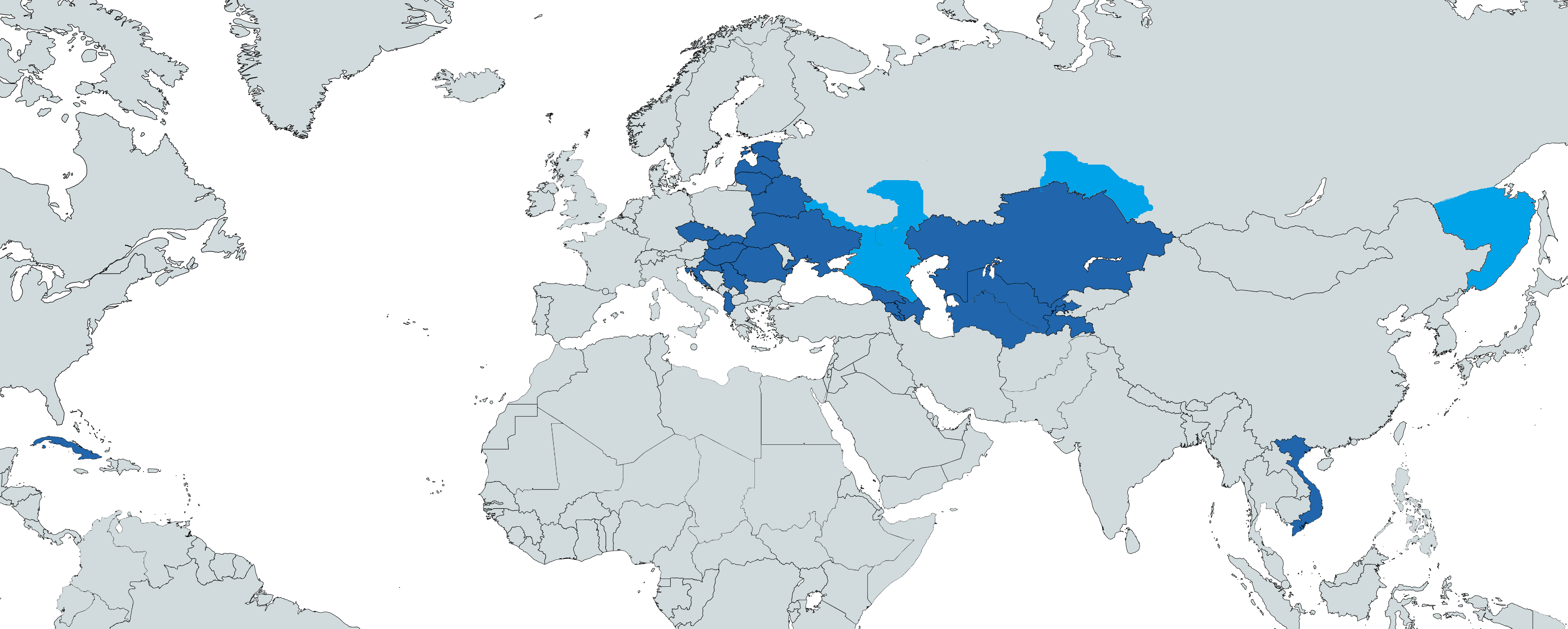
Антибільшовицький Блок Народів у 1970 році

До складу АБН у 1946 році увійшли політичні організації народів, що були окуповані СРСР і прагнули здобути незалежні та суверенні держави, зокрема українці, білоруси, казахи, грузини, вірмени, азербайджанці, узбеки, башкорти, кабардинці, осетини, татари, черкеси, чуваші
1948 року АБН очолив Ярослав Стецько, як голова його Центрального комітету і був переобраний 1954 року. До складу президії входили генерал-полковник Фердинанд Дюрчанський (словак), його заступник професор Радослав Островський (білорус), а секретар Й. Ґітіс (литовець).
До 1948 році до АБН долучилися ще 14 народів та спільнот, зокрема комі, мордва, марійці, козаки, литовці, латвійці, словаки, серби, румуни, балкарці, туркмени, таджики, киргизи, каракалпаки.
До 1954 року до складу АБН приєднались представники інших народів, зокрема албанці, болгари, естонці, чехи, хорвати, угорці.
У 1970-х роках до АБН долучилися представники інших народів, зокрема кубинці, в'єтнамці
Загалом у часи розквіту до складу АБН входили представники більш ніж 35 народів, зокрема:
- українці, козаки, білоруси, литовці, латвійці, естонці, чехи, словаки, болгари, серби, хорвати, албанці, румуни,
- угорці, чуваші, комі, мордва, марійці,
- грузини, вірмени, азербайджанці, черкеси, кабардинці, осетини, балкарці,
- казахи, башкорти, татари, туркмени, киргизи, узбеки, таджики, каракалпаки,
- кубинці, в'єтнамці.[3]

## Ідеологія та діяльність організації

Символіка АБН

На установчому конгресі 16 квітня 1946 року в Західній Німеччині у Мюнхені відбулася реорганізація АБН. Декларація АБН закликала до боротьби із радянським комунізмом та і засудження нацизму.
В ім'я великих цілей людського прогресу, свободи націй та свободи людей, боротьба з більшовизмом має вирішальне значення. Більшовизм як найгірший тип тоталітаризму, подібно до гітлеризму, є головним ворогом ідей свободи сучасної епохи… Ми — національно-визвольний антибільшовицький центр, організації з країн, поневолених і пограбованих більшовизмом, боремося за незалежність. У цій боротьбі ми можемо об'єднувати наші сили задля досягнення спільної мети визволення та створюємо Антибільшовицький блок народів.

Декларація АБН, 16 квітня 1946
У той самий час сам термін «більшовизм» (на відміну від «комунізму») означав прив'язку ідеології до московитської ідентичності. Для критики радянської політики в документах АБН використовувалися — за принципової ворожості до марксизму — навіть тези Карла Маркса про агресивну політику московитського царизму.
При цьому наголошувався на ідеї самовизначення націй. СРСР характеризувався як тюрма народів, радянська політика як імперіалістична та колоніальна. Одночасно виражалася підтримка антиколоніальних рухів Індії, Індонезії, Бірми, Китаю. З великою настороженістю сприймалися проекти на кшталт Пан'європейського Союзу, як такі, що загрозливі принципам національної незалежності. Широко використовувалася національно-революційна фразеологія Весни народів (1848—1849).
Головними ініціаторами, активістами та фінансистами об'єднання виступили представники ОУН (р) — бандерівці. До об'єднання приєдналися антирадянські організації білоруських, балтійських, закавказьких, кубанських та туркестанських емігрантів, антикомуністичні рухи країн Центральної та Східної Європи — Болгарії, Угорщини, Чехії, Словаччини, Хорватії, Сербії У 1970-х до АБН вступили кубинські та в'єтнамські антикомуністи.

Ідеологічну основу АБН створювали антикомунізм, антибільшовизм, антисовєтизм, та антиімперський прометеїзм. АБН оголосив себе «авангардом антикомуністичних сил універсального масштабу», ударною силою «революційної антибільшовицької боротьби». Головними формами діяльності на конференції АБН 1949 року було названо «революційну пропаганду, масові антибільшовицькі акції, боротьбу проти спецоперацій МДБ (КДБ) СРСР». Одним із важливих завдань ставилося «охопити нашими ідеями солдатів Радянської армії»
Розпад та падіння імперій, перемога національних принципів у всіх аспектах міжнародної політики характерні для нашої ери. Національно-визвольні війни, низка повстань можуть призвести до руйнування СРСР зсередини… Ідея націоналізму є вирішенням поточних світових проблем на основі національних спільнот. Усі інші ідеї — баланс сил, стримування — приречені на провал. Тільки націоналізм здатний протистояти порочній системі російського імперіалізму і шовінізму… Якщо США нададуть допомогу поневоленим націям, це створить революційно-визвольну силу проти реакційної сили Радянського Союзу.

Ярослав Стецько, президент АБН, 1964 
Соціальна програма АБН стверджувала «органічний зв'язок особистості з сім'єю, а через неї з нацією». Проголошувалося майбутнє «відновлення соціальної справедливості, зневаженої більшовицьким імперіалізмом».
Цілі та завдання визвольної боротьби АБН не обмежуються створенням національних держав. Вона має дати народам також нові соціальні умови життя. АБН вважає, що тільки в національних суверенних державах буде забезпечено можливість встановлення такого правопорядку, який би гарантував дійсну свободу особистості, соціальну справедливість, розквіт економічного життя та національної культури народів. Тому боротьба за розпад більшовицької імперії на національні держави є першою метою, основним завданням, лише після досягнення якої з'явиться можливість розпочати здійснення соціальних завдань. Жодного іншого шляху для досягнення цих цілей соціального перебудови немає і бути не може
Ціль об'єднання полягала у поваленні влади КПРС та поділ СРСР на національні держави.
АБН вів активну діяльність та інтенсивну агітацію, організовував антибільшовицькі та антирадянські масові мітинги та демонстрації, пресконференції, надсилав меморандуми до провідних світових політиків, випускав періодичні й неперіодичні видання різними мовами.
Політична та пропагандистська активність АБН сприяла прийняттю Конгресом США резолюції про Тиждень поневолених народів у 1959 році.
У 1966 році АБН разом із Антикомуністичною лігою народів Азії створили Всесвітню антикомуністичну Лігу.
З початку 1980-х АБН тісно співпрацював із Європейською радою свободи (EFC), проводив з EFC спільні конференції.
У листопаді 1985 року в Лондоні спільна конференція АБН і Європейської ради свободи (створеної з ініціативи Стецька 1967 року). Участь у ній взяли  287 делегатів із 13 країн світу.
Найбільш активні групи підтримки АБН діяли у США, Великій Британії, Західній Німеччині, Італії, Бельгії, Австралії, Аргентині. Комітет американських прихильників АБН підтримував Джордж Буш-старший.
АБН займав найбільш жорсткі позиції щодо холодної війни, різко засуджував політику «розрядки» і торгово-економічні зв'язки Заходу з СРСР (зокрема, угоду «газ-труби»). Через свої інформаційні канали та публічні акції АБН надавав активну пропагандистську підтримку моджахедам у період Радянсько-афганської війни (1979—1989).

Послідовною діяльністю. вирізнялася Молодіжна організація АБН (Фронт молоді):
Схиляючись перед пам'яттю героїв, що загинули в антибільшовицькій боротьбі за свободу пригноблених народів, ми обіцяємо завершити розпочату битву і віддати життя за це. На руїнах СРСР ми збудуємо наші національні держави. Ми не зупинимося, доки не виконаємо накреслене на нашому революційному прапорі. Свободу народам! Свободу людині! 
Революції 1989 (Осінь народів) та розпад СРСР означали реалізацію основної програми АБН. Деякі діячі Блоку взяли участь у подальших політичних процесах. Слава Стецько 1998 року на правах найстарішого депутата відкривала перше засідання новообраної Верховної Ради України. Велі Каюм-хан відвідав незалежний Узбекистан. Іван Дочев очолив легалізований і Болгарський національний фронт.
У 1996 році Антибільшовицький блок народів припинив активну діяльність, оскільки основні завдання організації вважалися виконаними. Режиму радянського комунізму впав, СРСР розпався

## Видання
У Мюнхені видавався інформативно-пропагандистичний місячний бюлетень «АБН Кореспонденс» («ABN Correspondence») від 1949 року німецькою, англійською та французькою мовами. Багаторічним редактором часопису була Ярослава Стецько. У Буенос-Айресі видавався бюлетень «Опір і визволення» (Resistencia y Liberación) на іспанській.

## Критика
Діяльність АБН зазнавала різкої критики з боку більшовиків, комуністів, а також лівої та ліберальної громадськості, зокрема в СРСР, країнах Варшавського пакту. Проти Ярослава Стецька була розгорнута масштабна кампанія щодо дискредитації зі сторони КДБ СРСР

## Спадок та сучасність
Традиції АБН та Конференції поневолених народів зберігаються в Україні. У грудні 2003 року до 60-ї річниці Конференції поневолених народів у Будеражі було проведено наукову конференцію, встановлено пам'ятний знак.
3 грудня 2016 року у Будеражі відбулася Науково-практична конференція «Антибільшовицький блок народів як передумова створення єдиного фронту проти кремлівської агресії». Брали участь голова адміністрації Здолбунівського району Кондрачук Сергій, депутати Верховної Ради Дехтярчук Олександр, Медуниця Олег, голова Меджлісу кримськотатарського народу Чубаров Рефат, відомі українські історики, політичні активісти з різних країн Було прийнято резолюцію про захист незалежності України та боротьбу проти режиму Путіна в союзі з іншими народами колишнього СРСР, колишнього «соціалістичного табору», Близького Сходу і навіть Африки.
На відміну від конференції 1943 року, на конференції 2016 року у Будеражі були присутні представники Росії, активісти не були названі за іменами, але оголошувалося про їхню присутність у залі. В одному з виступів були згадані структури радикальної російської опозиції як «традиції АБН, що продовжуються в Росії»
З початком повномасштабного російського вторгнення в Україну (з 2022) почали відновлюватися сучасні наступники АБН, що включають передусім Антиімперський Блок Народів, Форум Вільних Народів Постросії та Лігу Вільних Націй.

### Форум Вільних Народів Постросії
8 травня 2022 був заснований Форум Вільних Народів Постросії — міжнародна спільнота та громадська платформа, що об'єднує лідерів рухів поневолених націй та регіонів сучасної Росії та представників політичного, дипломатичного, медійного та аналітичного істеблішменту вільних держав світу з метою мирної та ненасильницької деколонізації, деімперіалізації, денацифікації, демілітаризації та денуклеаризації сучасної Росії. Фактична мета — розпад Росії. Платформа Форуму заснована навесні 2022 Олегом Магалецьким та іншими учасниками, як альтернатива імперським, москво-центричним «лібералам», що прагнуть монополізувати будь-яку опозицію путінському режиму, зокрема через Форум вільної Росії, що проводиться у Вільнюсі з 2017 року. В координаційну раду Форуму входять Рафіс Кашапов, Андріус Алманіс, Павло Мезерін, Інна Курочкіна.
Фактична мета Форуму: деконструкція Росії на окремі суверенні стабільні демократичні держави, деімперіалізація і деколонізація для культурної, політичної, економічної незалежності від окупаційного режиму Москви, демілітаризація та денуклеаризація пост-російського простору, створення нової архітектури безпеки, розслідування злочинів рашистського режиму, трибунал над організаторами, ідеологами, пропагандистами, покарання військових злочинців, люстрація учасників, економіко-соціальна реконструкція пост-російського простору для забезпечення стабільності інституцій, демократій та інтеграції нових держав у світову архітектуру безпеки, репарації постраждалим державам / Україні, Грузії, Ічкерії…/
На офіційному сайті зазначений список основних 50 спікерів та членів координаційної ради Форуму.
Сумарна кількість спікерів та учасників форуму — більше 250. Починаючи із 8 травня 2022 відбулося 10 форумів у Польщі, Чехії, Швеції, Бельгії (Європарламент), США (Інститут Гудзону, мерія Філадельфії, Український Інститут Америки, Округ Колумбія, Фонд Джеймстауна), Японії (Парламент), Англії (Університетський коледж Лондона, Товариство Генрі Джексона), Франції, Італії (Сенат), Німеччині (Католицька Академія Берліну) із залученням більше 250 публічних осіб — представників народів та регіонів та організацій Пост-росії, країн G7, міжнародних організацій та багатьох країн.

### Ліга Вільних Націй
Створення руху було оголошено башкирським політиком Русланом Габбасовим 20 травня 2022 року під час II Антивоєнної конференції у Вільнюсі. Ініціатива виникла майже одночасно із проведенням у Варшаві Форуму вільних народів Росії. Антиколоніальний рух, що сповідує такі світоглядні принципи:
- Росія — це імперія, що силою утримує свої колонії в підневільному стані. Звільнення шляхом «проведення референдуму» неможливе — як неможливий референдум «про дотримання прав людини» в умовах державного терору;
- Народи Росії повинні отримати можливість скористатися своїм правом на самовизначення. Створення федеративних чи конфедеративних спілок можливе виключно на добровільній основі без диктату Кремля;
- Усі суб'єкти Росії мають самостійно визначати свою подальшу долю
- Оголошено принцип «презумпції суб'єктності» — з крахом чинного політичного режиму в Росії всі регіони за визначенням набувають повного суверенітету і повної незалежності від Москви і вже тоді, як вільні території, вирішують своє майбутнє: чи бажають зберегти самостійність, чи об'єднатися з іншими регіонами та республіками. Точне число учасників не розголошується, однак з відкритих джерел відомо, що всі публічні лідери Ліги — політичні емігранти:

Башкири — Руслан Габбасов (Литва), Айгуль Ліон, Айрат Кіньябулатов, Ільдар Кіньябулатов (США); Буряти — Доржо Дугаров (Фінляндія), Раджана Дугар-ДеПонте (США); Ерзя — Сиресь Боляєнь, Віталій Ромашкін; Калмики — Арсланг Санджиєв, Батир Боромангнаєв, Володимир Довданов, Еренцен Доляєв, Альберт Шарапов, Даавр Доржин, Анатолій Галаєв; Козаки — Вячеслав Дьомін (США); Мокші — Донісі Човґанонь; Татари — Рафіс Кашапов, Фаріт Закієв, Фаніс Фахретдінов, Аїда Абдрахманова, Абдулла Гімадутін, Саїд Ісмагілов; Чеченці — Хамзат Грозний; Якути — Нікіта Андрєєв; Інґерманландці — Майк Інґрем.

### Антиімперський Блок Народів
20 листопада 2023 року ОУН (р) оголосила про віднову АБН у форматі Антиімперського Блоку Народів для підтримки боротьби поневолених народів та співпраці із урядами провідних держав цивілізованого світу.
Був відновлений інформаційний сайт англійською, російською та українською мовами
Також був запущений Університет Вільних Народів за ініціативи ОУН (р), Антиімперського Блоку Народів та інформаційно-політичного проєкту «Свобода народам». Першими слухачами Університету є активісти громадських організацій та об'єднань поневолених народів: чеченці, дагестанці, інгуші, татари, башкорти, буряти, якути, ойрат-калмики та інші. В рамках навчального курсу вони студіюватимуть історію національно-визвольних рухів, теорію державотворення, моделі соціально-економічного розвитку держави, елементи інформаційно-пропагандивної боротьби та ряд інших тематичних предметів. Викладачами Університету є провідні українські експерти зі сфери дослідження визвольних рухів, правники, економісти та фахівці зі спеціальних дисциплін. УВН працюватиме в онлайн режимі, враховуючи усі безпекові аспекти щодо учасників навчання.
21 — 22 червня 2024 у литовському місті Каунас відбувся перший Світовий Конгрес Антиімперського Блоку Народів. Було затверджено склад Ради АБН та обрано Президента АБН. Ним став Олега Медуниця, голова ОУН (б). Були обрані віце-президенти АБН: Руслан Габбасов від башкортського національно-визвольного руху; Аїда Абдрахманова від уряду Незалежного Татарстану в екзилі; Інязор ерзянського народу Сиресь Боляєнь. Також віце-президентами АБН стали Стефан Романів, Леонтій Шипілов, Юрій Сиротюк та Олег Вітвіцький, як виконавчий директор.